# Рытова, Мэрике Оскаровна
Мэрике Оскаровна Рытова (эст. Merike Rõtova, 19 августа 1936, Таллин) — советская и эстонская шахматистка, гроссмейстер ИКЧФ среди женщин (1996).

## Биография
В шахматы научил играть отец Оскар Кунингас (1911—1997), который тоже был шахматистом и журналистом. В 1959 году окончила факультет журналистики Тартуского университета. В 1959-78 гг. работалa литературным редактором на радио, в 1978-80 гг. — редактором в издательстве, в 1980-91 гг. — тренером в детско-юношеской шахматной школе. В женских чемпионатах Эстонии по шахматам завоевала серебряную (1975) и бронзовую медали (1999). Два раза была вице-чемпионкой на чемпионатах мира среди ветеранов (1993, 1994).
Много и успешно играла в шахматы по переписке. В составе сборной СССР побеждала на III женской шахматной олимпиаде ICCF (1986—1992). Международный мастер по переписке (1976). Международный гроссмейстер по переписке (1997). С 1992 года — член правления шахматной федерации Эстонии по переписке.
Была замужем за шахматным мастером Борисом Рытовым (1937—1987). У неё есть сын Игорь (1963 г.р) и дочь Регина Нарва (1970 г.р.), которые также были шахматистами.

## Изменения рейтинга
| Графики недоступны из-за технических проблем. См. информацию на Фабрикаторе и на mediawiki.org. |